# Hopatcong
Hopatcong est un borough situé dans le comté de Sussex, dans l'État du New Jersey, aux États-Unis.

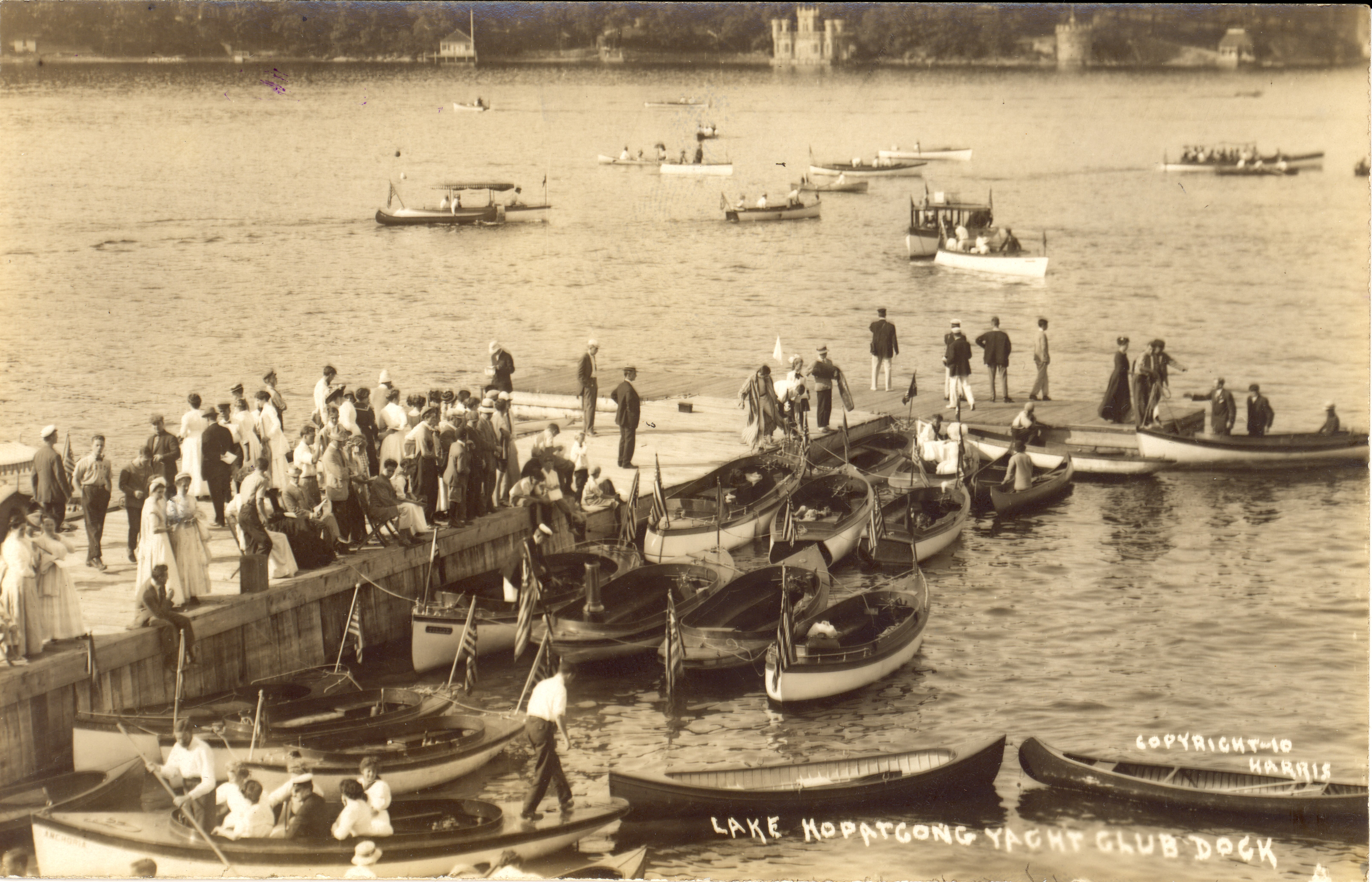
Ponton du Yacht Club du lac Hopatcong en 1910.